# Escolta es vent
Escolta es vent és una havanera menorquina composta l'any 1966 amb música de José Luís Ortega Monasterio i lletra de Tòfol Mus Reynés. Aquesta cançó va guanyar molta popularitat quan Lluís Sintes la va incloure al disc LP "Port de Maó" (1983), i actualment s'ha convertit en un dels himnes de Menorca.